# Puxe
Puxe település Franciaországban, Meurthe-et-Moselle megyében. Lakosainak száma 112 fő (2022. január 1.). Puxe Allamont, Boncourt, Friauville, Jeandelize, Olley, Saint-Jean-lès-Buzy és Villers-sous-Pareid községekkel határos.

## Népesség
A település népességének változása:
| Lakosok száma | 101  | 79   | 75   | 115  | 105  | 107  | 120  | 121  | 122  | 112  |
|               | 1968 | 1982 | 1990 | 2006 | 2013 | 2015 | 2017 | 2019 | 2020 | 2022 |